# Musa Partska
Musa Partska je bila jedna italska žena koju je Fraat IV: dobio kao dar od Cezara. Postala je njegovom priležnicom i ženom miljenicom. Njena sina Fraata V., češće zvana po deminutivu Fraatac, odredio je Fraat IV. za nasljednika. Kad je tako makla sve takmace za prijestolje s puta, 2. pr. Kr. Musa i njen sin otrovali Fraata IV. i sjeli na prijestolje.
Josip Flavije ju naziva imenom Thermusa, a poznata je i pod imenom Thea Urania (Astarte).

## Povijest
Kad je Fraat IV. zaratio s Augustom, Marko Antonije nije bio u mogućnosti očuvati pod svojom vlašću krajeve koje je osvojio. Tako je Fraat uskoro vratio pod svoju vlast Atropatenu te istjerao Artavazdova sina Artaksa natrag u Armeniju. 
Njegove broje okrutnosti su naljutile njegove podanike, koji su stoga 32. pr. Kr. postavli Tiridata II. na prijestolje. Fraata su na prijestolje vratili Skiti, a Tiridat je pobjegao u Siriju. Rimljani su se nadali da bi August mogao osvetiti poraz kojeg su Parti nanijeli rimskom generalu Marka Licinija Krasa, no on je riješio stvar mirovnim sporazumom, po kojem je Fraat vratio zarobljenike, a kraljevstvo Armenija je priznato za rimsku dependenciju. 
S druge je strane, Fraat, čiji najveći neprijatelji su bili iz njegove obitelji, zauzvrat poslao kao talce jamce osiguranja tog sporazuma svojih petero sinova 20-ih u Rim. Među njima su bili Vonon I. te Tiridat III. kojeg su Rimljani nastojali postaviti kao vazalnog kralja 35. pr. Kr. Fraat ih je poslao kao talce na Musin nagovor. Njena sina Fraata V. odredio je za nasljednika. No kad su tako svi uklonjeni s puta, 2. pr. Kr. Musa i sin otrovali su Fraata IV. i sjeli na prijestolje. 
Izgleda da su nakon toga bili suvladari, jer se na kovanicama kovanima nakon toga pojavljuju skupa. Josip Flavije nagađa da se je Musa potom udala za Fraata V. Budući da je to Partima bilo neprihvatljivo, ustali su i zbacili ih s vlasti, a vlast ponudili Orodu III., koji je nakratko vladao 6.